# Отава (Охајо)
Отава (енгл. Ottawa) град је у америчкој савезној држави Охајо.

## Демографија
По попису из 2010. године број становника је 4.460, што је 93 (2,1%) становника више него 2000. године.
| Група             | 2000.         | 2010.         |
| Белци             | 3.994 (91,5%) | 3.927 (88,0%) |
| Афроамериканци    | 12 (0,3%)     | 37 (0,8%)     |
| Азијати           | 19 (0,4%)     | 14 (0,3%)     |
| Хиспаноамериканци | 321 (7,4%)    | 461 (10,3%)   |
| Укупно            | 4.367         | 4.460         |